# Исмаила Сар
Исмаила Сар (на френски: Ismaïla Sarr) е сенегалски футболист, полузащитник, който играе за Кристъл Палас и националния отбор на Сенегал.

## Отличия

### Отборни
Сенегал
- Купа на африканските нации: 2021